# Sgarbi quotidiani
Sgarbi quotidiani è stato un programma televisivo di approfondimento dei principali temi di attualità, condotto dal critico d'arte e politico Vittorio Sgarbi su Canale 5 dal 15 ottobre 1992 al 13 maggio 1999. Ha avuto due appendici, contraddistinte da un’analoga formula ma da differenti titoli, sull'emittente Telemarket: Sgarbi clandestini (2000) e Sgarbi ministeriali (2001). La trasmissione ha conosciuto poi due nuove edizioni, una come Liberi Sgarbi quotidiani su Odeon TV dal 25 novembre 2002 al 9 maggio 2003, e un'altra come Sgarbi & quotidiani su 7 Gold dal 3 ottobre 2005 fino al 2007.
Nella seconda serata sempre di Canale 5, tra il 1993 e il 1994, Sgarbi condusse anche uno spin-off della trasmissione (curato da Fatma Ruffini) dal titolo Sgarbi settimanali.

## Il programma

### Strutturazione
L'unica opinione presente era quella del conduttore, Vittorio Sgarbi. L'approfondimento giornalistico del critico andava in diretta dal lunedì al venerdì. Sgarbi si proponeva di analizzare, con il tono polemico e provocatorio che lo distingueva, i principali temi di politica e attualità trattati durante la giornata.
L'assistente di Sgarbi era Abramo Orlandini, che a partire dal 1995 prima della sigla introduceva all'inizio l'argomento della puntata, e durante la puntata stava immobile dietro il conduttore (inquadrato dalla telecamera), come facente parte di una sorta di "quadro vivente" con la scenografia. Memorabile alla fine di ogni annuncio era la parola "forse".

### La scenografia
Dal 1992 al 1994 la scenografia di Sgarbi quotidiani era caratterizzata da una parete celeste scura, con un quadro gigantesco con alcune opere e una scrivania dove Sgarbi teneva i giornali, i quotidiani e alcuni libri.
Dal 1994 al 1997 la scenografia era sempre la stessa, con il quadro gigante e la scrivania che rimanevano allo stesso posto. La parete diventò celeste chiara, e fu montata una cornice gigante che faceva da sfondo alla scenografia.
Dal 1997 al 1999, pur rimanendo la stessa scenografia più la cornice che la faceva da sfondo, la parete fu colorata di nero. Fu inoltre cambiato il quadro gigante, mentre rimaneva al suo posto la scrivania.

## Puntate famose
- 13 gennaio 1994: Vittorio Sgarbi, per protesta contro l'ultimatum lanciato da Silvio Berlusconi al gruppo Fininvest, rimase in silenzio per 15 minuti (l'intera durata della trasmissione) e alla fine mostrò un biglietto da lui scritto: "Basta, sì"[3]. Quella puntata venne seguita da 3.500.000 telespettatori con il 20% di share[3].
- 7 aprile 1995: il critico lesse una lettera dove un anonimo sosteneva di avere raccolto la testimonianza di don Pino Puglisi, ucciso da Cosa Nostra nel 1993. Il prete avrebbe confessato di aver ricevuto pressioni da Gian Carlo Caselli, allora capo della Procura di Palermo, che gli voleva far denunciare fatti di mafia (anche in violazione del vincolo sacerdotale), dichiarando: "Ha fatto di me consapevolmente un sicuro bersaglio". Nel novembre del 2013 Sgarbi fu condannato a pagare a Gian Carlo Caselli, allora capo della Procura di Torino, un risarcimento di 100.000 euro[4].
- dicembre 1997: prima e unica puntata in esterna con Vittorio Sgarbi che, intervistato dal giornalista Antonio Panei, riconsegna a Roma ai frati trappisti le due teste marmoree di San Paolo che erano state trafugate da ignoti dall'Abbazia delle Tre Fontane. La puntata, realizzata in presa diretta interamente fuori dagli studi televisivi Mediaset, registrò un record di ascolti.